# 北見市都市ガス漏れ事故
北見市都市ガス漏れ事故とは、2007年1月に、北海道北見市で発生した都市ガス（北海道ガス管内、以下「北ガス」）の大規模・広範囲なガス漏れ事故である。
当時供給されていたガスには一酸化炭素が含有されていたため、死者も出た。

## 経過と概要

### 発生まで
北見市の都市ガス事業は、もともと北見市の市営によって運営されていた。しかし財政難のため、天然ガス由来の無毒ガス種（12A・13A）への切り替えが行われておらず、発足時の4B（L3グループ）のままになっていた。供給されるガスは石油由来のもので、5.2 - 5.6 %程度の一酸化炭素が含まれていた。
北見市ガスの無毒ガス種転換事業は2001年になってようやく開始されていたが、北見市財政の状況から遅々として進んでいなかった。この転換事業による収益悪化により、事故発生前年の2006年4月1日をもって市ガス事業を廃止し、北ガスに売却した。
このため、北ガス管轄とはいっても、北見市内の都市ガス網は既に転換工事中（函館）、または転換済みの北ガスの供給網（札幌、小樽、千歳）とは独立していた。北見市エリアの天然ガス転換完了は2009年8月7日まで待たなけれればならなかった。

### 事故発生
1月17日、北ガスの北見支店に対して、北見市春光町で住宅に設置されたガス漏れ警報機が突然鳴動したとの通報が正午ごろと17時10分ごろの2回入った。この時、同社は現地に調査員を派遣したが、検出できたガスが微量で、ガス臭もせず、安全上問題はないとの理由から、本格的な調査を翌日に見送り、供給停止等の措置も行わなかった。その後20時ごろ、2軒目の通報元の家で再びガス漏れ警報機が鳴動。再び北ガスに連絡を入れるが、この時対応した社員は「警報機は10年ほど経って古いので、換えた方がいい」と、まるで警報機の誤作動であるかのような発言をしたという。
1月18日午前6時半ごろ、この地区に住む47歳女性がトイレで意識不明となり、救急車で搬送された。この際、消防隊員も、搬送先の病院の医師も、一酸化炭素中毒と見抜けなかった。女性は搬送先の病院で約1時間後に死亡したが、死因は当初、心不全と判断された。また、女性の夫とその家族も頭痛を訴え病院で診察を受けたが、夫は使用しているガスストーブの不完全燃焼と考えていた。事故死が想定されたため北海道警は女性宅を訪れたものの、病院側から不審な点はないとの説明があったため、簡単な確認のみに終わってしまった。
午前9時ごろ、北ガスが掘削調査を行うもガス漏れ箇所は特定できず。検知できるガスも微量のままでガス臭もせず、安全上問題ないという理由から、このまま様子を見ることとし、一旦調査を終了した。住民には安全であるという説明だけがなされ、ガス器具の使用も制限しなかった。
しかし、この日の夜から頭痛、吐き気を訴える住民が出始めた。その多くは、最初の死亡女性宅の近辺に集中していたが、前述の理由から、北見市・警察・消防・北ガスの4者ともその事実を把握していなかった。一部は明朝にかけて病院に搬送され、一酸化炭素中毒と診断された。
一方で同日、北見市の中心部に位置する幸町でもガス漏れ警報機が鳴動したと北ガスに通報が入った。こちらは春光町と異なり、当初から人に感じられるほどのガス臭を伴っていたが、やはり大規模なガス漏れは発見できなかったという理由から、調査は続けつつも住民の避難やガスの供給停止といった措置はとられず、市や警察・消防には連絡を入れなかった。

### 被害拡大
1月19日午前5時半ごろ、女性の搬送された地点から約500メートル離れた北見市田端町の民家でガス漏れ警報機が鳴動。この時もガス臭はせず。北ガスの社員が赴いて調査したところ、台所と洗面所の排水口付近で微量のガスを検知したが、外部のマンホールを外したところ検出できなくなったため、通報元宅のガス器具の使用を許可した。
12時45分ごろ、北海道警北見署に、春光町の住人から「ガス臭く頭痛がする」との通報が寄せられる。道警から北ガスにも連絡が入ったため、北ガスの職員が春光町内を1軒ずつ巡回した。この際、2軒の家から応答がなかったため、北見地区消防組合消防本部北見消防署に確認を依頼した。
14時ごろ、依頼を受けた北見消防署の隊員が警察と共に家宅内を確認したところ、2軒の住宅でそれぞれ44歳、64歳の男性2人が遺体で、2人が意識不明の重体で発見された。最初の死亡女性と同じ並びの隣接する3軒で、後にガス管破断箇所が発見される道路に面していた。
この時点でようやく、春光町内で大規模なガス漏れが発生していると認識された。ガスの供給が停止されると共に、北見市は付近の住民77世帯178人に避難勧告を発令し、付近の小学校に避難した。下水道内に漏出ガスの貯留が確認されたため、消防と北ガスが下水道内の排気を実施した。
一方、春光町で避難勧告が出される段階になっても幸町のガス漏れについて北ガスは行政や住民に明かしておらず、北見署の方から「ガス臭さを感じ頭痛を訴える人がいる」と指摘されて初めて事実を伝えた。 
さらに、幸町と石北本線を挟んで反対側に位置する常盤町でも、ガス漏れが発生していたことが20日までに明らかになった。

### まとめ
春光町では最終的に12人が病院に搬送され（消防に拠らないものも含む）、うち1人が死亡。2人が遺体で発見されるという惨事になった。遺体で発見された2人の死亡推定時刻は18日午前中で、最初に搬送され死亡が確認された女性とほぼ同時期に倒れていたことになる。死者3名の自宅が並ぶ向かい側に公園があり、その道路の地中内に埋設されたガス管が破断しているのが発見された。それは、小規模なものではなく、地震で断層が発生したかのように、切断されたように破断されたガス管の面が上下にずれるという致命的なものだった。
幸町のガス漏れ箇所は春光町同様に大規模な破壊だった。ただ、幸町では当初からガス臭が人に感じられたためか、死者は出なかった。常盤町のガス漏れ箇所は配管に出来た亀裂が原因のものだった。
北海道警は北ガスの対応の遅れが死者を出す惨事に至ったとして業務上過失致死傷容疑での捜査を開始し、春光町の破断現場から掘り出された破損ガス管を押収した。
春光町地区に出された避難勧告は19日夕には一部解除された。20日、14世帯29人には避難勧告を継続する方針であった。21日、市は避難勧告を継続し、13世帯27人が市内のホテルなどに避難した。北見市ガス漏れ事故対策本部は、事故発生から4日目の22日も「安全が確認できないので避難勧告解除のめどが立たない」と、依然13世帯27人は市内のホテルに避難を継続していたが、2月7日13時30分に避難勧告を解除をした。

## 事故原因や遠因

### 老朽化した鋳鉄製ガス管
破断したガス管はいずれも鋳鉄製で、1956年から1967年にかけて埋設された古いものだった。柔軟性に乏しく、路面が凍結しその上の荷重を受けることになる厳冬期に入ると、度々破損によるガス漏れが発生していた。このため、北見市企業局時代から通して、北見市内の都市ガスについては、厳冬期のガス漏れは起こりうるものとされ、微量であれば看過される方向にあった。しかし、春光町や幸町の破断箇所のような大規模な破壊を受けたことはなかった。
2006年〜2007年冬季は暖冬傾向で、1月9日の段階では北見市内でマイナス13.1 ℃と、例年より気温が高かった。しかし、同日から急に冷え込むようになり、17日にはマイナス17.4 ℃まで下がった。この急激な冷え込みのため、凍上現象（地面の表面だけではなく、50 cm以上の深いところから地中が凍結する）が発生する際に粗密のむらが出来て、そこに路面の荷重によって圧力が加わり、破損に至ったのではないかと考えられている。
常盤町の破損は春光町・幸町と異なり亀裂によるもので、従来見られた亀裂が、路面の荷重によって徐々に拡大していったものと推定されている。
なお、北ガスではこれら鋳鉄ガス管を、柔軟で北海道の厳冬下でも破壊されにくい樹脂管に変更する工事を行っていたが、前述の通り北見市内は前年に北見市企業局から引き継いだものだったため、この工事も実施の途上だった。

### ガス管の埋め戻し
3地点の破損箇所に共通するのが、一度埋設したガス管、またはその周辺部を一度掘り返し、埋め戻した部分ということである。
北見市では下水道の普及の方が都市ガスの敷設より後だったため、既に都市ガスの通っている道路を再度掘り返し、下水管を埋設して埋め戻した箇所が点在する。春光町の破断箇所の至近には、下水道本管から公園内部に向かって分岐していく支線があり、その支線がガス管の直下を交差していく部分があった。常盤町の破損箇所は、逆にガス管の分岐があったところへ、後からその下に下水管を埋設する工事が行われていた。
幸町の破断箇所は下水の干渉はないが、ガス管自体が1956年に埋設された部分と、1988年に延長された部分の接続点になっていた。のみならず、1997年にさらに分岐延長の工事が行われ、ガス管自体が複雑な配置になっていた。また接続された新旧のガス管は、鋳鉄でも違う材質(成分)になっていた。
これらの埋め戻し工事そのものや、地中に材質の異なる2種類の配管が交錯したことで、路面に荷重がかかった際に、応力のかかる部分が出来ていた。これが長年にわたって金属疲労を起こさせる原因になり、破損の原因になったといわれている。

### 検出されなかったガス漏れとガス臭の弱さ
ガス管に大規模な破壊があったにもかかわらず、当初、微量しかガスが検出できなかったため、北ガスに対策を後手に回らせることになった。これは、路面が凍結した上にさらに積雪があったため、ガスが地表に出られなかったことが原因とされている。
通常、都市ガスの比重は空気よりも軽いため、地中配管の破損があった場合は、地表へと漏れ出していく。しかし、厳冬期の北海道は、積雪の下部、さらに路面からやや深くなったところまで凍結する。このため、漏れ出たガスが地表に出られず、地層の凍結した部分から帯水層までの間を、地中を伝って拡散したとみられている。
北海道の厳冬下でも、人家のある直下は周囲よりも温度が高く湿度が低いため、凍上現象は現れない。このため、地中内を伝播したガスは、人家の床下へと噴出し、その内部に侵入したとみられている。
漏れ出たガスの一部は、密閉度が低く、圧力の低い下水道内に侵入した。ガス配管周りではなく排水まわりからガスが検出されたこと、外部マンホールを開けるとガスの検出がなくなったこと、また3人の死者がいずれもトイレで発見されたことなどは、これが原因とされている。
また、この過程で付臭剤のテトラヒドロチオフェンが土壌に吸着され、そのためガス臭が弱まったという説がある。テトラヒドロチオフェンはプロパンガスで旧来から使用されている付臭剤だが、この土壌に吸着されやすいという性質のため、都市ガスには不向きであるとされている。12A・13Aの天然ガス由来都市ガスでは、より土壌吸着の少ないジメチルスルフィドが使用されている。

### 北ガスの初期対応の拙さ
毒性があり同時に爆発性の気体を取り扱うにしては、ガス漏れが検出された時点で、自治体や道、警察・消防への通報もなければ、供給停止も使用制限もなく、そのまま供給を続けた北ガスの初期対応の拙さが被害を拡大したと批判されている。
上記のとおり、実際にはガス管の破損はいずれも致命的なものだった。しかし、大量のガスが漏れていたにもかかわらず、そのほとんどが地中を伝って人家に流れ込んだため、路上のガス濃度は北ガスの社内規定よりも低い量しか検出できなかった。しかし、後に死者の1人の自宅の床下を調べたところ、一酸化炭素の致死濃度とされる1500 ppmの約8.7倍に当たる13000 ppmもの濃度であったことが判明している。

## 事故の影響
事故発生時点で16事業者が一酸化炭素を含む都市ガスを供給していた。しかし、この事故を機に経済産業省が各社にガス種の転換を加速するように指示を出し、3年後の2010年3月25日、四国ガス（宇和島地区）の転換完了をもって、日本国内から一酸化炭素を含む都市ガスは全廃された。なお、事件現場となった北見市では2009年8月7日に天然ガス転換が完了した。

## 類似する事故
- 藤枝市都市ガス漏出事故 - 1979年5月20日、静岡県藤枝市で起きたガス漏れ事故[16]。10名が死亡した[16]。原因は数か月前に行われた下水道工事に起因する管の破裂と推定された[17][注釈 2]。
- ウンベルト・ヴィダル爆発事故 - 1996年11月21日、プエルトリコサンフアンで発生したガス爆発事故。充満したガスが爆発に至った事故だが、それに至る経緯が本件に酷似している。

## 参考記事
- “『特集・ガス漏れ事故』”. "asahi.com".   朝日新聞社. 2017年8月17日閲覧。
- [] (2007年6月). “北見市ガス漏れ事故の中間報告とりまとめ及び再発防止策について ［添付：「北海道北見市におけるガス漏れ事故について（中間報告）」］” (PDF).   経済産業省. 2012年3月8日時点の[www.meti.go.jp/committee/materials/downloadfiles/g70710a03j.pdf オリジナル]よりアーカイブ。2023年3月29日閲覧。